# Dotun Ogundeji
Dotun Ogundeji (* 24. Februar 1996 in San Diego) ist ein nigerianisch-US-amerikanischer Kugelstoßer und Diskuswerfer.

## Sportliche Laufbahn
Erste internationale Erfahrungen sammelte Dotun Ogundeji 2015 bei den Panamerikanischen Juniorenmeisterschaften in Edmonton, bei denen er für die USA startend mit einer Weite von 19,20 m die Silbermedaille mit der 6-kg-Kugel gewann. 2019 nahm er für Nigeria erstmals an den Afrikaspielen in Rabat teil und belegte dort mit 20,06 m den vierten Platz im Kugelstoßen und gewann im Diskuswurf mit 57,82 m die Silbermedaille hinter dem Ägypter Shehab Mohamed Abdalaziz. Diese Medaille wurde im aber nachträglich aberkannt, da er zu diesem Zeitpunkt international nicht für Nigeria an den Start gehen durfte. 2022 startete er bei den Afrikameisterschaften in Port Louis und belegte dort mit 19,11 m den vierten Platz. Anschließend schied er bei den Weltmeisterschaften in Eugene mit 18,35 m in der Qualifikationsrunde aus.

## Persönliche Bestzeiten
- Kugelstoßen: 21,05 m, 13. April 2019 in Los Angeles
  - Kugelstoßen (Halle): 19,85 m, 17. Januar 2020 in Iowa City
- Diskuswurf: 60,54 m, 20. April 2019 in Long Beach